# Вилла-ди-Кьявенна
Ви́лла-ди-Кьяве́нна (итал. Villa di Chiavenna) — коммуна в Италии, в провинции Сондрио области Ломбардия.
Население составляет 1 119 человек (2008 г.), плотность населения составляет 35 чел./км². Занимает площадь 32 км². Почтовый индекс — 23029. Телефонный код — 0343.
Покровителем коммуны почитается святой Себастьян, празднование 20 января.

## Демография
Динамика населения:

## Администрация коммуны
- Официальный сайт: http://www.comune.villadichiavenna.so.it/